# شاروناس یاسیکویچوس
شاروناس یاسیکویچوس (انگلیسی: Šarūnas Jasikevičius؛ زادهٔ ۵ مارس ۱۹۷۶) یک بازیکن بسکتبال اهل لیتوانی است.
از باشگاه‌هایی که در آن بازی کرده‌است می‌توان به باشگاه بسکتبال مردان فنرباغچه، گلدن استیت واریرز، باشگاه بسکتبال پاناتینایکوس، باشگاه بسکتبال بارسلونا، ایندیانا پیسرز، و باشگاه فوتبال بارسلونا اشاره کرد.
وی در مسابقات کشوری و بین‌المللی در مجموع برندهٔ ۳ مدال طلا، ۲ مدال برنز شده‌است.